# Pedro Cachín
Pedro Cachín, né le 12 avril 1995 à Bell Ville, est un joueur de tennis argentin, professionnel depuis 2013.

## Carrière
Pedro Cachín est 8e mondial au classement ITF junior en décembre 2013, année au cours de laquelle il remporte quatre tournois dont Charleroi-Marcinelle et Offenbach, catégorisés en Grade 1. Il s'installe l'année suivante à Barcelone et s'entraîne dans l'académie de l'ancien n°2 mondial Àlex Corretja.
Sur le circuit professionnel, il arpente pendant une dizaine d'années avec plus ou moins de succès les épreuves secondaires Futures et Challenger, totalisant neuf titres en simple dans la première catégorie entre 2014 et 2021. Son principal fait d'arme reste un titre au Challenger de Séville contre Pablo Carreño Busta. En 2019, il parvient en quart de finale du tournoi ATP de Córdoba mais se blesse en cours de saison à la cheville lors d'un tournoi en Allemagne.
Il se révèle en 2022 en accumulant les performances sur le circuit Challenger, s'adjugeant quatre trophées à Madrid, Prague, Todi et Saint-Domingue, et atteignant trois autres finales. Il fait ses débuts en Grand Chelem à Paris où il parvient au deuxième tour en étant repêché des qualifications ainsi qu'au 3e tour à l'US Open après deux victoires acquises au tie-break du cinquième set. Ayant commencé la saison au 245e rang, il intègre le top 200 en avril, le top 100 en juillet pour finir sa saison aux portes du top 50.
Fin juillet 2023, il remporte son premier titre ATP en Suisse à Gstaad en disposant du Japonais Taro Daniel (6-4, 6-1), des Espagnols Roberto Bautista-Agut, tête de série numéro une en deux tie-breaks, et Jaume Munar (6-3, 6-3), du jeune qualifié serbe Hamad Medjedovic (6-3, 6-1) et d'un troisième Espagnol en finale, le vétéran Albert Ramos-Viñolas, contre qui il cède son seul set de la semaine (3-6, 6-0, 7-5).

## Palmarès

### Titre en simple
| No | Date       | Nom et lieu du tournoi        | Catégorie | Dotation  | Surface      | Finaliste            | Score         |          |
| -- | ---------- | ----------------------------- | --------- | --------- | ------------ | -------------------- | ------------- | -------- |
| 1  | 17-07-2023 | EFG Swiss Open Gstaad, Gstaad | ATP 250   | 562 815 € | Terre (ext.) | Albert Ramos-Viñolas | 3-6, 6-0, 7-5 | Parcours |

## Parcours dans les tournois duGrand Chelem

### En simple
| Année | Open d'Australie | Open d'Australie  | Internationaux de France | Internationaux de France | Wimbledon       | Wimbledon           | US Open         | US Open         |
| ----- | ---------------- | ----------------- | ------------------------ | ------------------------ | --------------- | ------------------- | --------------- | --------------- |
| 2022  | Q2               | Marco Trungelliti | 2e tour (1/32)           | Hugo Gaston              | Q2              | Dimitar Kuzmanov    | 3e tour (1/16)  | Corentin Moutet |
| 2023  | 1er tour (1/64)  | P. Carreño Busta  | 2e tour (1/32)           | Borna Ćorić              | 1er tour (1/64) | Novak Djokovic      | 1er tour (1/64) | Ben Shelton     |
| 2024  | 1er tour (1/64)  | Jesper de Jong    | 1er tour (1/64)          | Tommy Paul               | Q1              | Alexander Ritschard | Q1              | Jan Choinski    |

N.B. : à droite du résultat se trouve le nom de l'ultime adversaire.

### En double messieurs
| Année | Open d'Australie                                                                     | Open d'Australie                                                                | Internationaux de France                                                          | Internationaux de France                                                               | Wimbledon | Wimbledon | US Open | US Open |
| ----- | ------------------------------------------------------------------------------------ | ------------------------------------------------------------------------------- | --------------------------------------------------------------------------------- | -------------------------------------------------------------------------------------- | --------- | --------- | ------- | ------- |
| 2023  | 1er tour (1/32) Guido Pella \|\| style="text-align:left;" \| J. Cash H. Patten       | 2e tour (1/16) Wu Yibing \|\| style="text-align:left;" \| W. Koolhof N. Skupski | 1er tour (1/32) Y. Hanfmann \|\| style="text-align:left;" \| T. Samuel C. Thomson | 1er tour (1/32) J. P. Varillas \|\| style="text-align:left;" \| M. González A. Molteni |           |           |         |         |
| 2024  | 1er tour (1/32) R. Carballés \|\| style="text-align:left;" \| M. González A. Molteni | —                                                                               | —                                                                                 | —                                                                                      | —         | —         | —       |         |

N.B. : le nom du partenaire se trouve sous le résultat ; le nom des ultimes adversaires se trouve à droite.

## Parcours dans lesMasters 1000
| Année | Indian Wells         | Miami                 | Monte-Carlo | Madrid                     | Rome                  | Canada | Cincinnati | Shanghai            | Paris |
| ----- | -------------------- | --------------------- | ----------- | -------------------------- | --------------------- | ------ | ---------- | ------------------- | ----- |
| 2023  | 2e tour A. Zverev    | 1er tour M. Fucsovics | —           | 1/8 de finale J.-L. Struff | 1er tour C. Garín     | —      | —          | 1er tour J. J. Wolf | —     |
| 2024  | 1er tour Y. Hanfmann | 1er tour A. Vavassori | —           | 3e tour R. Nadal           | 1er tour J.-L. Struff | —      | —          | —                   | —     |

N.B. : sous le résultat se trouve le nom de l’ultime adversaire.

## Classements ATP en fin de saison
| Année          | 2011 | 2012 | 2013 | 2014 | 2015 | 2016 | 2017 | 2018 | 2019 | 2020 | 2021 | 2022 | 2023 | 2024 |
| Rang en simple | 1627 | 1322 | 574  | 239  | 230  | 485  | 266  | 240  | 368  | 368  | 258  | 57   | 70   | 287  |
| Rang en double | –    | –    | 1046 | 742  | 481  | 1215 | 351  | 608  | 373  | 454  | 338  | 314  | 587  | 870  |

Source : (en) Classements de Pedro Cachín sur le site officiel de la Fédération internationale de tennis